# Farouk Shikalo
Farouk Shikalo (10 dicembre 1996) è un calciatore keniota, portiere dello Young Africans e della Nazionale keniota.

## Carriera

### Club
Comincia a giocare nel Muhoroni Youth. Nel 2013, dopo una breve esperienza al KRA Nairobi, si trasferisce al Talanta. Nel 2014 viene acquistato dal Tusker. Nel 2015 torna al Muhoroni Youth. Nel 2017 passa al Posta Rangers. Il 16 gennaio 2018 viene acquistato dal Bandari. Il 13 luglio 2019 viene ufficializzato il suo trasferimento allo Young Africans, squadra tanzaniana.

### Nazionale
Ha debuttato in Nazionale il 13 ottobre 2019, nell'amichevole Kenya-Mozambico (0-1). Ha partecipato, con la maglia della Nazionale, alla Coppa d'Africa 2019.